# アルタートハイム
アルタートハイム (ドイツ語: Altertheim) はドイツ連邦共和国バイエルン州ウンターフランケン地方のヴュルツブルク郡の町村（以下、本項では便宜上「町」と記述する）で、キスト行政共同体を形成する町村である。

## 地理
アルタートハイムはヴュルツブルクの南西約16kmに位置し、バーデン＝ヴュルテンベルク州マイン＝タウバー郡と境を接する。州道2297号線が町を貫いている。約5kmで連邦アウトバーンA3号線およびA81号線に接続する。
この地域は、マインフランケン・プレートの一部であるマルクトハイデンフェルト・プレートに属す。集落はアルトバッハ川の渓谷に位置している。アルトバッハ川はこの町内に湧出する。

### 自治体の構成
この町は、公式には3つの地区 (Ort) からなる。
- オーバーアルタートハイム
- シュタインバッハ
- ウンターアルタートハイム

## 歴史
ウンターアルタートハイムは775年に初めて文献上に記録されている。現在の町域は、かつてカステル伯領の一部であった。ウンターアルタートハイムとオーバーアルタートハイムは、1806年にまずバイエルン大公領に陪臣化された。1810年にトスカーナ大公フェルディナンド3世のヴュルツブルク大公国に移されたが、1814年に最終的にバイエルン王国領となった。バイエルンの行政改革の時代、1818年の市町村令により現在の自治体が成立した。1825年6月28日にオーバーアルタートハイムの大部分を焼く火事があり、1人が犠牲となった。オーバーアルタートハイム、ウンターアルタートハイムおよびシュタインバッハは1978年のバイエルン州の市町村再編により行政上統合された。1997年には、町境付近の小さな区域がバーデン＝ヴュルテンベルク州のヴェルバッハに移管された。

### 宗教
この町は主にプロテスタント、ルター派の町である。Liebenzeller-Missionといった教会組織もアルタートハイムに発足した。この他、ローマ・カトリックの信者もこの町にはいる。

#### 無くなったシナゴーグ
オーバーアルタートハイム地区には、ナチス独裁時代までシナゴーグがあった。その調度は1938年11月の迫害運動によって破壊された。小さなユダヤ教組織は1942年まで存在していたが、この年まで残っていたユダヤ人家族もホロコーストに連れ去られた。ツァウンリュッケ2番のシナゴーグの建物に取り付けられた記念のプレートは、1990年に撤去されるまで宗教組織や消滅した組織を思い起こさせる。
ウンターアルタートハイム地区には、ブルンネン通りにシナゴーグが現存している。この建物は地元の塗装業者の倉庫に転用されている。

### 人口推移
- 1970年 1,695人
- 1987年 1,775人
- 2000年 2,094人
- 2007年 2,208人 — うち、1,226人がオーバーアルタートハイム、854人がウンターアルタートハイム、127人がシュタインバッハ。

## 行政

### 首長
2020年から、ベルント・コルプマン (SPD) が町長を務めている。

### 紋章
赤地と銀地の市松模様に四分割。左上と右下には、金の蘂を持つ図案化された銀のバラが描かれている。赤と銀はカステル伯に、銀のバラはヴェルトハイム伯に由来する。
紋章創設の経緯: オーバーアルタートハイム、シュタインバッハ・バイ・ヴュルツブルク、ウンターアルタートハイムが合併して成立した新しい町アルタートハイムは初めヴェルトハイム伯領に属した。この家系が断絶（1556年）すると、この地域はカステル伯家の所領に移された。カステル伯家の紋章は赤と銀の市松模様の四分割であり、ヴェルトハイム伯の徴として銀の図案化されたバラが採られた。この両者を組み合わせた形の紋章は1967年にはすでにオーバーアルタートハイムの紋章として用いられていた。新しく設立されたアルタートハイムは、この紋章を変更せずに採用した。

## 文化と見所

### 定期的な催事
- オーバーアルタートハイム、ウンターアルタートハイム、シュタインバッハのキルメス[訳注 1]
- 各地区での謝肉祭の催し
- シュトラッカーフェスト
- 2年ごとのシュレッパーフェスト（トラクター祭）
- フェスト・ウンター・リンデン（菩提樹の下の祭）
- ベルクフェスト（山祭）
- ACCのプルンクジッツンゲン
- ブルンネンフェスト（泉祭）
- 各地区でのマイフェスト

## 経済と社会資本

### 教育
- 国民学校 1校

## 訳注
1. ↑  キルメス (ドイツ語: Kirmes) は教会開基祭を起源とする民俗祭である。